# Henry de Menten de Horne
Pour les autres membres de la famille, voir Famille de Menten de Horne.
Henry Gustave Marie Ghislain de Menten de Horne, né le 7 décembre 1896 au château de Vieux-Waleffe, mort le 27 décembre 1988 à Bruxelles, est l'« un des meilleurs cavaliers que la Belgique ait connu ».

## Biographie
Après s’être engagé comme volontaire de guerre en 1915, il devient officier et se réoriente dans la cavalerie. En 1920, il épouse Caroline Dumont de Chassart (1897-1987) et devient ainsi le beau-frère du général-baron Gaston de Trannoy (1880-1960), son ancien professeur d'équitation à l'École militaire de Bruxelles et autre grand cavalier belge.
Le commandant de Menten remporte de nombreux concours hippiques en Allemagne, en Suisse, en Pologne, en Roumanie, aux États-Unis ou encore au Canada. Il participe également aux Jeux olympiques de Berlin en 1936. Classé 11e au concours individuel, il rate de peu la médaille d’or au classement par équipe, à la suite d'une faute de parcours commise par le cheval du dernier cavalier belge qui entraînera l’élimination de l’équipe,.  Hitler serre néanmoins la main à toute l'équipe belge[réf. nécessaire] qui était alors en tête juste devant l'Allemagne et semblait promise à la victoire. En 1939, il reçoit le Trophée national du Mérite sportif.
Le chevalier de Menten de Horne montait un hongre brun-foncé, nommé Musaphiki,,. Né en 1918, Musaphiki « connut une fin glorieuse en 1941 : capturé par les Allemands, il tua, en l’éjectant, un officier allemand, cavalier non confirmé, qui voulait le monter. La bête récalcitrante fut abattue ».
En 1940, quoiqu'officier retraité, Henry de Menten reprend les armes. Il sera emprisonné en Allemagne dans un camp pour officiers pour le restant de la guerre, d'abord à Prenzlau (Oflag II-A) puis à partir de 1943, à Fishbeck (Oflag X-D). De leur côté, son épouse et leurs deux fils, Thierry et Pierre, soutiennent les activités de l'Armée secrète en Hesbaye (refuge Otarie).
Il est secrétaire général de la Fédération équestre internationale de 1956 à 1976, de même que président de la Fédération royale belge des Sports équestres pendant 25 ans.
Il meurt à Bruxelles le 27 décembre 1988 à l'âge de 92 ans.

## Distinctions
- Trophée national du Mérite sportif (1939)[10]